# برایان ترنچارد-اسمیت
برایان ترنچارد-اسمیت (انگلیسی: Brian Trenchard-Smith؛ زادهٔ ۱۹۴۶) کارگردان فیلم، کارگردان تلویزیونی، تهیه‌کننده فیلم، تهیه‌کننده تلویزیونی، فیلم‌نامه‌نویس اهل انگلستان است.
وی کارگردان فیلم‌هایی همچون صحرا، لپرکان ۳ و لپرکان ۴: در فضا بوده است.